# Syrphus fulvifacies
Syrphus fulvifacies är en tvåvingeart som beskrevs av Enrico Adelelmo Brunetti 1913. Syrphus fulvifacies ingår i släktet solblomflugor, och familjen blomflugor. Inga underarter finns listade i Catalogue of Life.